# Bolama (eiland)
Bolama (Portugees: Ilha de Bolama) is het eiland van de Bissagoseilanden dat het dichtst bij het vasteland van Guinee-Bissau ligt. Het eiland heeft een bevolking van 6024 inwoners (2009). De grootste plaats van het eiland heeft dezelfde naam: Bolama. De plaats en het eiland liggen in de gelijknamige regio Bolama. Het eiland is met een dijk verbonden met het Ilha das Cobras. Bezienswaardigheden op het eiland zijn zandstranden en de verlaten ruïnes van de stad Bolama. Het staat bekend om zijn cashewnoten.

## Natuur
Bolama is bijna omgeven door mangrovemoerassen. Het eiland is, samen met nabijgelegen delen van de monding van de Rio Grande de Buba, door BirdLife International aangewezen als Important Bird Area (IBA) omdat de wadden en mangroven een belangrijke populatie kleine pelikanen, rosse grutto's, kanoeten, krombekstrandlopers en lachsterns herbergen.

## Geschiedenis
In 1792 leidde een groep officieren van de Royal Navy een poging om zwarte voormalige slaven uit Amerika te hervestigen op het eiland Bulama voor de kust van Portugees-Guinea. Philip Beaver was voorzitter van de raad van de kolonisatiemaatschappij; Richard Hancorn was vicevoorzitter. De meeste kolonisten stierven en de overlevenden verlieten de kolonie in november 1793 en gingen op weg naar Settler Town in wat later de kolonie Sierra Leone zou worden.
De Portugezen claimden Bolama ook in 1830 en er ontstond een geschil. In 1860 verklaarden de Britten het eiland bij Sierra Leone gevoegd, maar in 1870 kende een commissie onder voorzitterschap van Ulysses S. Grant Bolama toe aan Portugal. Vervolgens werd de stad Bolama in 1879 de eerste hoofdstad van Portugees-Guinea en bleef dat tot de overdracht aan Bissau in 1941. Bissau was in 1687 door Portugal gesticht als versterkte haven en handelscentrum. Deze verplaatsing was nodig vanwege het tekort aan zoet water in Bolama. Bolama werd later een stopplaats voor watervliegtuigen en het neerstorten van een watervliegtuig in 1931 wordt herdacht met een standbeeld in de stad.
Kort na de onafhankelijkheid van Guinee-Bissau werd met Nederlandse buitenlandse hulp een fruitverwerkingsfabriek gebouwd op Bolama. Deze fabriek produceerde ingeblikt sap en gelei van cashewnoten. De fabriek kon echter niet uitbreiden en moest haar activiteiten staken vanwege het tekort aan zoet water op het eiland.
Bolama is aangewezen als biosfeerreservaat. De regering van Bissau-Guinea streeft ernaar om dit het eerste Werelderfgoed van het land te maken.